# Ахаїк (апостол від 70)
Ахаїк — один із сімдесятьох апостолів, ім'я якого згадується апостолом Павлом у 1-му посланні до Коринфян: «Я радий, що до мене прийшли Степан, Фортунат і Ахаїк, бо вони заповнили відсутність вашу, заспокоївши мій дух і ваш. (1 Кор. 16:17-18)». Інших відомостей про Ахаїка в новозавітних книгах немає. У Синаксарі Никодима повідомляється, що він помер мирно, хоча причиною смерті вказані голод та спрага.
Ахаїк вшановується як святий у православ'ї (пам'ять 4 січня (за юліанським календарем) у день Собору сімдесятьох апостолів; у Грецькій церкві — 15 червня) та католицькій церквах.